# Saproscincus tetradactylus
Saproscincus tetradactylus là một loài thằn lằn trong họ Scincidae. Loài này được Greer & Kluge mô tả khoa học đầu tiên năm 1980.